# Батагај
Батагај (рус. Батагай) - мали градић и административни центар Верхојанског рејона на северу Јакутије, на десној обали реке Јане.
Ово место је претрпело страховите поплаве 2004. и нарочито 2005. године. То је уништило многе улице и путеве села, који су га повезивали са другим окрузима и насељима.
Према попису из 2013. године, градић је имао 4030 становника.

## Становништво
| 1959. | 1970. | 1979. | 1989. | 2002. | 2010. |
| ----- | ----- | ----- | ----- | ----- | ----- |
| 5.821 | 6.318 | 6.414 | 8.385 | 4.589 | 4.369 |